# Arenal (Bolívar)
Pour les articles homonymes, voir Arenal.
Arenal est une municipalité située dans le département de Bolívar, en Colombie.